# Gottschalk von Rhemen
Gottschalk von Rhemen (* um 1275; † nach 1343) war Domherr in Münster.

## Leben
Gottschalk von Rhemen entstammte dem westfälischen Adelsgeschlecht Rhemen zu Barensfeld und war der Sohn des Gerhard von Rhemen. Der Name seiner Mutter ist nicht überliefert. Er war der Neffe der Domherren Johannes von Rhemen und Dietrich von Rhemen. Als Domherr zu Münster fand er erstmals am 21. Oktober 1331 urkundliche Erwähnung und dürfte jedoch schon 1321 Domherr gewesen sein, denn in der Domherrenliste rangiert er vor den Domherren Gottfried von Rechede und Everhard von Altena, die seit 1322 urkundlich belegt sind. Das Kapitelstatut vom 21. September 1313, das die Präbendenvergabe regelte, wurde von ihm nachträglich gesiegelt. Gottschalk hatte in Bologna studiert. Er war auch Propst im Kollegiatstift St. Martini Münster.